# حسین نیازآذری
حسین نیازآذری (۱ شهریور ۱۳۳۶ در روستای آری، بخش بندپی شرقی، بابل) سیاستمدار ایرانی است. وی برادر دو شهید جنگ ایران و عراق و نماینده مردم بابل در مجلس شورای اسلامی در دوره های نهم و دهم مجلس و عضو کمیسیون عمران مجلس بود و فرماندار بابل در دولت هاشمی رفسنجانی و مدیرکل آب و فاضل آب استان تهران بوده است. وی دارای کارشناسی ارشد مدیریت دولتی است.

## سوابق
- عضو شورای مرکزی و مدیر داخلی جهاد سازندگی شهرستان بابل
- معاون فرماندار و بخشدار مرکزی شهرستان بابلسر
- فرماندار ویژه شهرستان بابل
- معاون شرکت آب و فاضلاب روستایی استان مازندران
- مدیر عامل شرکت آب و فاضلاب شرق استان تهران
- مدیر عامل شرکت آب و فاضلاب منطقه ۶ تهران (شهر ری)
- معاون هماهنگی امور شرکت‌ها و پشتیبانی شرکت آب و فاضلاب استان تهران
- مدیر عامل شرکت آب و فاضلاب شهر تهران
- قائم مقام شرکت آب و فاضلاب استان تهران
- نماینده حوزه انتخابیه بابل در مجلس شورای اسلامی دوره‌های نهم و دهم